# Ромбіно
Ромбіно (пол. Rąbino, нім. Groß Rambin) — село в Польщі, у гміні Ромбіно Свідвинського повіту Західнопоморського воєводства.
Населення — 1010 осіб (2011).
У 1975-1998 роках село належало до Кошалінського воєводства.

## Демографія
Демографічна структура станом на 31 березня 2011 року:
|          | Загалом | Допрацездатний вік | Працездатний вік | Постпрацездатний вік |
| -------- | ------- | ------------------ | ---------------- | -------------------- |
| Чоловіки | 519     | 110                | 368              | 41                   |
| Жінки    | 491     | 73                 | 303              | 115                  |
| Разом    | 1010    | 183                | 671              | 156                  |